# Кондрацька Людмила Анатоліївна
Людмила Анатоліївна Кондрацька (нар. 23 листопада 1957, смт Луків, Україна) — українська педагогиня, докторка педагогічних наук (2005), професорка (2007).

## Життєпис
Людмила Кондрацька народилася 23 листопада 1957 року в смт Лукові, нині Луківської громади Ковельського району Волинської области України.
Закінчив Тернопільське музичне училище (1975), Івано-Франківський педагогічний інститут (1984). Працювала викладачкою Підволочиської музичної школи (1975—1980), концертмейстеркою Івано-Франківського педагогічного інституту (1980—1984); нині — в Тернопільському національному педагогічному університеті імені Володимира Гнатюка: асистентка, старша викладачка катедри естетичних дисциплін (1984—1993); доцентка, завідувачка катедри теорії і методики музичного виховання музично-педагогічного факультету, від 2007 — професорка катедри музикознавства, методики музичного виховання й акторської майстерності. Одночасно — співробітниця науково-дослідницької лабораторії «Художня діяльність як чинник духовного просвітництва творчої особистості» при ТНПУ.

## Доробок
Авторка 3 монографій, підручників, посібників зі світової художньої культури, історії музики, статей, навчальних програм, методичних праць із музичної педагогіки.